# Brundby
Brundby er en lille landsby på Samsø med 200 indbyggere i byområdet (2020), beliggende i Samsø Sogn tidligere Tranebjerg Sogn. Landsbyen ligger i Samsø Kommune og tilhører Region Midtjylland. Fra Brundby er der ca. 2 kilometer til Tranebjerg i nordvestlig retning.
Landsbyen er mest kendt for Brundby Stubmølle, der af mange regnes for Samsøs vartegn. I Brundby findes også Brundby Hotel, som er blevet kendt gennem årtier for at have besøg af flere kendte danske rockmusikere der også har givet mindre koncerter på stedet.